# On The Sunday Of Life...
On The Sunday Of Life… — перший студійний альбом гурту прогресивного року Porcupine Tree, виданий у липні 1992 року. Фактично, це збірник пісень, що входили до двох попередніх касетних альбомів Tarquin's Seaweed Farm (1989) і The Nostalgia Factory (1991) тодішнього проекту-жарту Вілсона і Малкома Стокса (Malcom Stocks) Porcupine Tree.
Спочатку On The Sunday Of Life… було задумано як альбом з 4 LP або 2 CD із записом обидвох касетних альбомів у повному обсязі, але пізніше зупинилися на збірці вибраних Вілсоном кращих композицій, у тому числі майбутньої улюбленої пісні «на біс» Radioactive Toy. Решту музики з оригінальних стрічкових касет було випущено обмеженим накладом як збірник Yellow Hedgerow Dreamscape у 1994 році.
У результаті оригінальну версію On The Sunday Of Life… видано як подвійну вінілову довгогральну платівку і одинарний компакт-диск.
Назву альбому обрано з довгого списку беззмістовних назв, укладених Річардом Алленом, одним із співзасновників лейблу-видавця Delerium Records. Більшість текстів написані Аланом Даффі (Alan Duffy), шкільним товаришем Вілсона.
Початковий наклад On The Sunday Of Life… становив 1000 екземплярів і продавався дуже добре, особливо в Італії. До 2000 року було продано більше 20 000 екземплярів альбому. У 2004 році Вілсон здійснив ремастеринг та записав ремікси трьох перших касетних стрічок (Tarquin's Seaweed Farm; The Love, Death & Mussolini; The Nostalgia Factory), видавши їх у тридисковому бокс-сеті під назвою Footprints: Cassette Music 1988—1992, причому набір поширювався тільки у сімейному колі та серед друзів.
Пісню «Radioactive Toy», яка увійшла до альбому, було перезаписано. Оригінальна версія потрапила до збірника Yellow Hedgerow Dreamscape. Крім того, пісні «The Nostalgia Factory», «Queen Quotes Crowley» і «This Long Silence» є коротшими майже на хвилину порівняно з оригінальними версіями на касетних альбомах.

## Трек-лист
Музика — Steven Wilson, тексти — Alan Duffy, крім «Radioactive Toy» — Wilson
Частина I — First Love 
1. «Music For The Head» — 2:42
2. «Jupiter Island» — 6:12
3. «Third Eye Surfer» — 2:50
4. «On The Sunday Of Life» — 2:07
5. «The Nostalgia Factory» — 7:28

Частина II — Second Sight 
1. «Space Transmission» — 2:59
2. «Message From A Self-Destructing Turnip» — 0:27
3. «Radioactive Toy» — 10:00
4. «Nine Cats» — 3:53

Частина III — Third Eye 
1. «Hymn» — 1:14
2. «Footprints» — 5:56
3. «Linton Samuel Dawson» — 3:04
4. «And The Swallows Dance Above The Sun» — 4:05
5. «Queen Quotes Crowley» — 3:48

Частина IV — Fourth Bridge 
1. «No Luck With Rabbits» — 0:46
2. «Begonia Seduction Scene» — 2:14
3. «This Long Silence» — 5:05
4. «It Will Rain For A Million Years» — 10:51

## Учасники запису
| - Стівен Вілсон (Steven Wilson) — вокали, усі музичні інструменти | - John Marshall — ударні на «Third Eye Surfer» - Solomon St. Jemain — гітара і бек-вокал на «Queen Quotes Crowley» - Master Timothy Masters — гобой |